# Палеолітична стоянка в Меджибожі

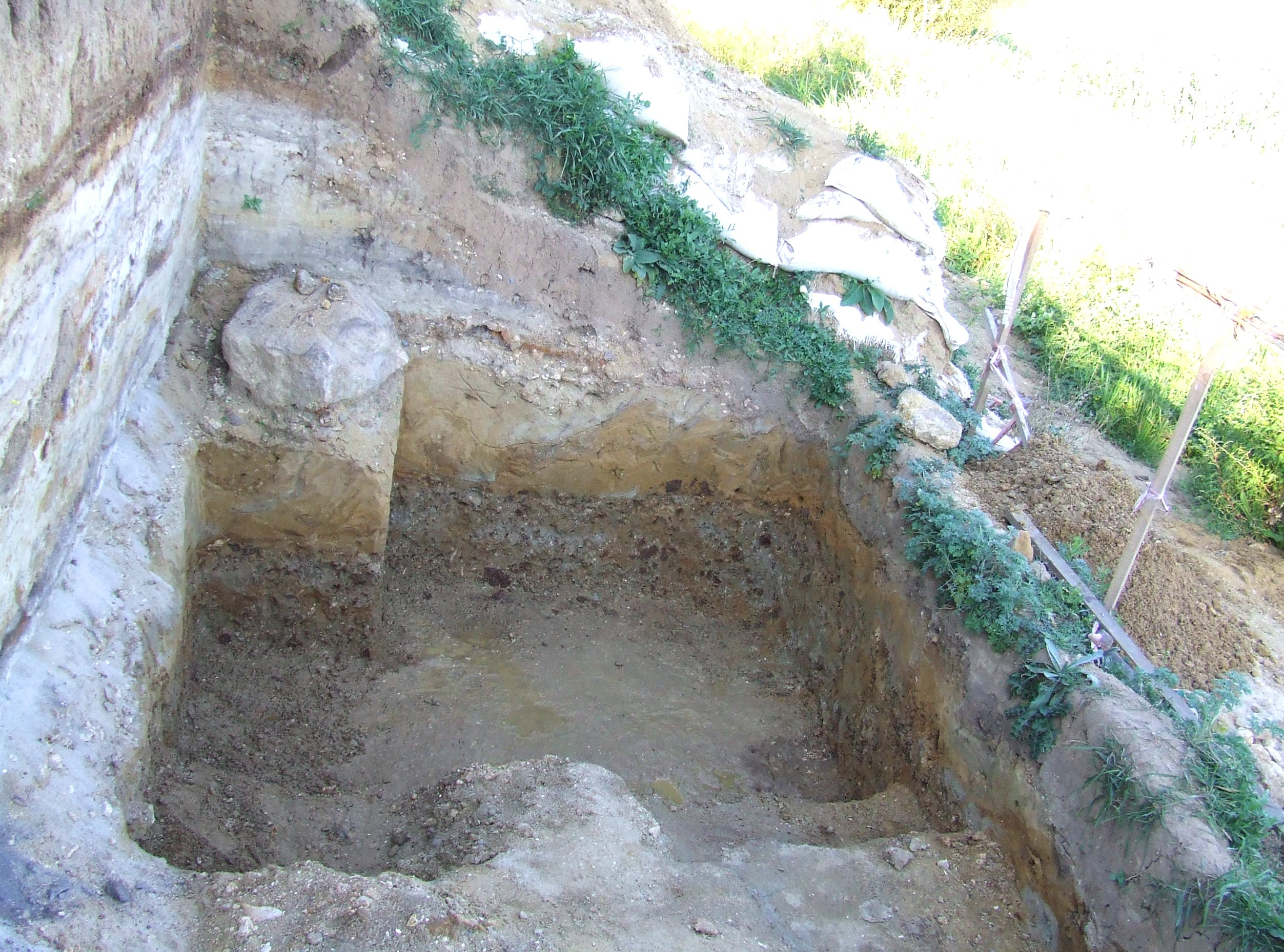
Палеолітична стоянка в Меджибожі

Палеолітична стоянка в Меджибожі — археологічний об'єкт, розташований в околицях смт. Меджибіж Летичівського району Хмельницької області. Вік палеолітичної стоянки 400—450 тис. років. Дослідники вважають її найдавнішим короткочасним поселенням давньої людини на території Східної Європи у період палеоліту.
Нижньопалеолітичне місцезнаходження є сукупністю об'єктів у верхній течії на лівому березі Південного Бугу. Дослідники відмічають декілька розрізів — Меджибіж 1, Меджибіж 2, Меджибіж 3 і Меджибіж А, колонки яких мають відкладення раннього і середнього плейстоцену. На території палеолітичної стоянки знайдено залишки фауни, можливі сліди від вогнищ та кам'яні артефакти. Про існування палеолітичної стоянки на цій території було відомо ще понад 100 років тому. Серед дослідників, які вивчали послідовність залягання геологічних шарів, були М. Ф. Веклич, В. Д. Ласкарьов, В. Г. Бондарчук. Дослідження палеолітичної стоянки продовжуються і вважаються перспективними завдяки новим знахідкам. На ділянках досліджень був виявлений вид Erinaceus sp., невелика кількість решток роду рясоніжка — Neomys newtoni Hinton. Ряд гризунів — Rodentia (= Muriformes) представлений видами восьми родин: Sciuridae, Spalacidae, Castoridae, Dipodidae, Gliridae, Muridae, Cricetidae, Arvicolidae. Найбільш чисельною є родина полівкових Arvicolidae. Боброві (лат. Castoridae) представлені двома родами (Trogontherium i Castor) і трьома видами. На території місцезнаходження Меджибіж 1 було виявлено Castor cf. fiber L., 1758, який був представлений трьома фрагментами корінних зубів та нижньою щелепою.

## Історія археологічних досліджень

### XX століття

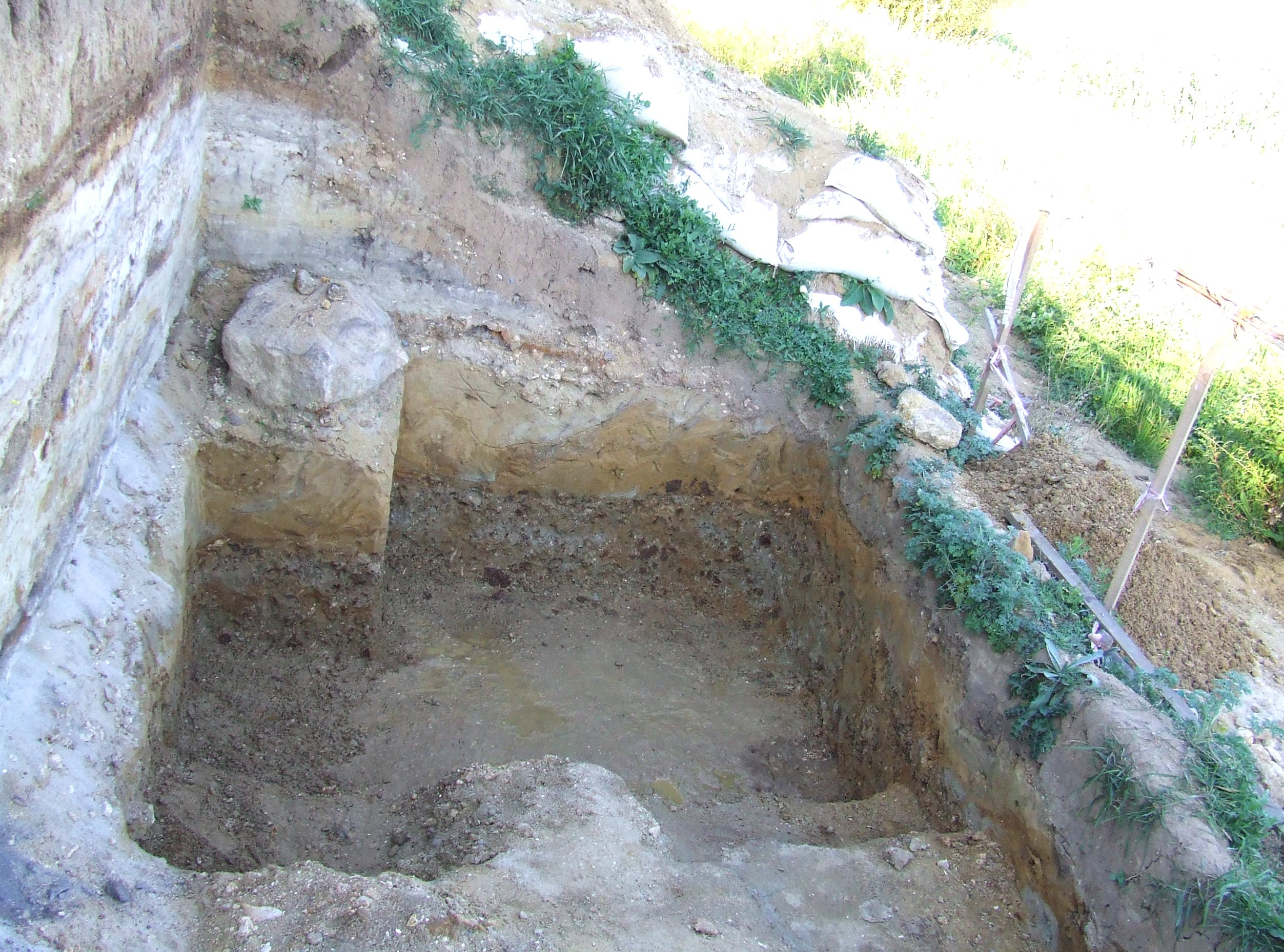
Меджибіж. Палеолітична стоянка

В 1914 році дослідження на території смт. Меджибіж проводив геолог та палеонтолог Володимир Дмитрович Ласкарьов. Проведена ним робота на території Меджибожа дозволила зібрати фауністичну колекцію, яку професор Володимир Іванович Крокос в 1929 році передав українському геологу Володимиру Гавриловичу Бондарчуку. Дослідження цього матеріалу дозволили віднести четвертинні відклади Меджибожа до міндель-риського віку. Протягом XX століття на цій території продовжувалось проведення геологічних та палеонтологічних робіт.
В. Д. Ласкарьов зауважував, що на відстані 35 кілометрів від Меджибожа, трапляються приховані поклади кременю і крем'яних порід сеноманського віку. Вони залягають на глибині 8-20 метрів на кристалічних породах. Дослідники висловлюють припущення, що алювіальні відклади пра-Бугу з перевідкладеними сеноманськими кременями виступали в ролі джерела крем'яної сировини на цій території.
В XX столітті на території Меджибожа археологічні дослідження проводились з метою виявлення слідів перебування у цій місцевості давньої людини. О. Г. Погорілець, М. Й. Ягорзинський, С. Ю. Демидко виявили близько 20 поселень, які виникли у різний час. В. К. Пясецький виявив перші ранньопалеолітичні кам'яні артефакти на цій території і протягом тривалого часу за власний рахунок проводив дослідження археологічного об'єкту.
Дослідникам відомо про існування декількох пунктів, серед яких Меджибіж 1 і Меджибіж А. Їх колонки мають відкладення раннього та середнього плейстоцену, в яких знайдено кам'яні артефакти, залишки фауни та можливі сліди від вогнищ. Меджибіж 1 розташований на лівому березі Південного Бугу. Про його існування геологам і палеонтологам було відомо ще 100 років тому.
В 1950-х роках були виявлені перші знахідки, які ймовірно були рукотвірними. Академік НАН України П. Ф. Гожик на території околиць Меджибожа виділив чотири надзаплавні тераси. Свої дослідження він проводив у 1960-х роках. Він зібрав фауністичний матеріал і пов'язав розріз з третьою надзаплавною терасою. Її висота сягає 20—25 метрів, а цоколя біля 5-6 метрів над рівнем Південного Бугу. П. Ф. Гожик на базі проведених досліджень, відніс місцезнаходження до міндель-риського віку. Третю алювіальну терасу вважав стратотипом для ліхвінського часу на території України.
Дослідник В. К. Пясецький заявляв, що в профілі виділяються дофінівські, бузькі, причорноморські, голоценові, удайські, витачівські ґрунти й леси. Вони підстеляються алювіальними відкладами руслової та заплавної фацій завадівського часу. Згідно досліджень А. Л. Чепалиги, профіль був утворений субаеральними відкладами: подвійною середньоплейстоценовою алювіальною пачкою, яка перекриває базальні архейські граніти. Алювіальна пачка містить малакологічні, палінологічні, мікрофауністичні, мегафауністичні рештки.
В. К. Пясецьким та Л. І. Рековцем була опублікована археологічна колекція, яка включає скребло, скол із пісковику, нуклеподібний артефакт, декілька сколів та скалок.
Дослідники С. П. Кармазиненко та С. П. Матвіїшина знайшли у розрізі голоценовий (hl), бузький (bg), витачівський (vt), удайський (ud), прилуцький (pl), кайдацький (kd), дніпровський (dn) і завадівський (zv) статиграфічні горизонти. Нижче розташовані граніти.
Наприкінці 1990-х років — на початку 2000-х років під час проведення досліджень були виявлені знахідки, що датовані 300—400 тис. років, тобто міндель-риським віком.
Починаючи з 1996 року на території Меджибожа розкопки проводили В. К. Пясецький, Л. І. Рековець. Згізно з проведеними ними дослідженнями, викопна міндель-риська фауна та кам'яні артефакти траплялись в одних і тих же горизонтах.

### XXI століття
Деякі українські палеолітознавці не згадують у своїх роботах Меджибіж, як ранню палеолітичну пам'ятку, або місце, на території якого збереглись артефакти. Археологічні роботи у Меджибожі були проведені саме для того, щоб визначити археологічне значення цього об'єкту.
В 2008 році Меджибіжська палеолітична експедиція Інституту археології України під керівництвом В. М. Степанчука, у співпраці з Київським національним університетом ім. Т. Г. Шевченка, почала здійснювати археологічні дослідження на території палеолітичної стоянки у Меджибожі. Проведені роботи дають підстави вважати, що пам'ятці 420—380 тис. років.
У 2008 році під час досліджень Л. І. Рековця було встановлено наявність шару, в якому є четвертинна фауна і крем'яні вироби, які добре зберіглись. Було встановлено, що у деяких кісток є пошкодження через діяльність давньої людини.
В 2009 році було закладено розкоп загальною площею близько 23 квадратних метрів. Роботи, які проводились в минулі роки, залишили непорушеною товщу відкладів на ділянці 3 квадратних метрів. 10 квадратних метрів становили неповністю пробрану нижню частину нашарувань. Об'єкти, які були знайдені, поповнили археологічну колекцію.
В 2011 році дослідження переважно проводились на різних ділянках точки 1, якою умовно називалось місце розкопок В. К. Пясецького, Л. І. Рековця в період 1990—2000 років, а також основної частини розкопок, проведених у 2009 році. У точці досліджень А, яка розташовується нижче по течії річки Південний Буг, проводилось мінімальне тестування відкладів. У точці 1 виявили ділянку без алювіальної пачки, в якій було декілька рівнів залягання давніх артефактів. У відкладах, які датовані плейстоценом, також виявлені окремі артефакти.
В 2011 році на ділянці, що розташована нижче за течією від місцезнаходження на лівому березі річки Південний Буг, виявили фрагменти жильного кварцу та кременю — різновиди кременю мали різне забарвлення, структуру, склад.
Л.І Рековець зробив припущення про те, що палеолітична стоянка в Меджибожі є одним з перших поселень людини роду Homo на теренах центральної частини України.
Знаряддя, сколи та нуклеуси виявили на східній ділянці Меджибіжського замку у верхній частині суглинків. В заплаві лівого берега річки Бужок була знайдена пластина «палеолітичного вигляду», яка розташовувалась на поверхні північно-західного схилу. На правому березі Південного Бугу, вище за течією від Меджибожа, у 2008 році були знайдені вироби середньопалеолітичного вигляду. Також подібні знахідки були виявлені на поверхні схилів високого лівого берега Південного Бугу біля потічка Безодня, «патиновані палеолітичні відщепи» з поверхні лівого берега річки Бужок, на північний захід від с. Ставниця, «палеолітичні кремені» в кар'єрі на лівому березі річки Бужок на захід від с. Ставниця.
Відповідно до біостратиграфічних даних, які були отримані М. С. Комар, Л. І. Рековцем та А. Л. Чепалигою, у нижньому алювіальному циклі Меджибожа переважає пилок деревних рослин до 80 %, це переважно численні зерна сосни та дуба, а також граба, липи, в'яза. Також представлені горіх та шовковиця. Серед дрібної та середньої фауни, такі види, як Arvicola mosbachensis, Marmota sp., Microtus arvalidens, Clethrionomys glareolus, Trogontherium cuvieri, Microtus nivaloides, Microtus agrestis, Trogontherium cf. minus, Micromys sp. Ссавці представлені вовком, кабаном, козулею, ведмедем Денінгера (лат. Ursus deningeri), оленем благородним (лат. Cervus elaphus), оленем гігантським (лат. Megaloceros), мамутом степовим (лат. Mammuthus trogontherii), трогонтерієвим слоном, етруським носорогом. За результатами досліджень 2009 року, були виявлені рештки кабана, гієни, трогонтерія, бобра, залишки гризунів, землеводних, а також певних видів копитних і парнокопитних, які точніше не були визначені. Нараховується 49 видів молюсків, які переважно належать до прісноводних молюсків.
Проведені дослідження у 2008—2009 та 2011 роках у відкладах завадівського горизонту виявили поодинокі крем'яні гальки, фрагменти гальки, об'єкти, створені з різних кам'яних порід, фауністичні рештки. Серед знахідок — крем'яні гальки з елементами обробки, галькові знаряддя, різні фрагменти та сколи. Знайдені об'єкти, які були виготовлені з крем'яних порід та кременю, свідчать про те, що на цій території могло бути два епізоди перебування людини, які могли статись в різний період часу. Дослідники виявили два комплекти знайдених ними об'єктів.
Артефакти, які науковці віднесли до «основного комплекту», були створені з зеленкувато-коричневого тонкозернистого креміню сеноманського часу. До нього ж науковці відносять сколи з ретушшю, фрагменти, на яких збереглись сліди навмисного розколювання, нуклеподібні вироби, лусочки, які характеризуються гострими гранями. Такі ж об'єкти можна побачити в субаеральній колонці відкладів. Частина таких знахідок була виявлена біля можливих залишків вогнища. Окрім цього, були знайдені вироби на крем'яних гальках. Використовувались також кварц, граніт, кварцит.
Об'єкти, які дослідники віднесли до «давнього комплексу», були розміщені статиграфічно нижче «основного комплексу». Вони походять із відкладень, які розміщуються на поверхні гранітів. Тут представлені можливі артефакти, які створені з інших порід каменю, кварцу, кварциту, кількох різновидів граніту, кременистого сланцю. Кістки, які були знайдені в рамках дослідження артефактів «основного комплексу», у багатьох випадках мають ознаки розщеплювання. Під час досліджень палеолітичної стоянки в Меджибожі була зроблена унікальна знахідка — фрагмент таза носорога або слона двояковипуклою лінзоподібною зарубкою. Професор А. Оно підтвердив антропогенне походження цієї знахідки.
Проведені роботи на цій території підтвердили археологічний статус пам'ятки та перспективність її дослідження.

## Опис
Дослідники вважають місцезнаходження Меджибіж унікальним через добре охарактеризований геологічний профіль, фауну хребетних і безхребетних тварин, стоянку первісної людини епохи пізнього ашелю. Місцезнаходження включає три різновікові горизонти часу ліхвінського міжльодовиков'я, які називаються Меджибіж 1, Меджибіж 2, Меджибіж 3, а також є інформація про розкоп «А», який вважається найданішим горизонтом. Під час дослідження Меджибожа було знайдено рештки близько 40 видів ссавців, 25 з яких становили дрібні ссавці. З них переважну частину — 87 % — становлять Rodentia, 8 % — Eulipotyphla, 5 % — Lagomorpha.

### Меджибіж 1
Меджибіж 1 розташований в 1 кілометрі на захід від смт. Меджибіж Летичівського району Хмельницької області. Це ділянка в місці крутого вигину ріки по лівому березі Південного Бугу. Дослідження на цій ділянці велись у різний період часу, а ділянки, які досліджувались, отримали назви північної і південної траншеї, основного розкопу, оленього розкопу. Меджибіж 1 має також назву «Розкоп Пясецького».
На ділянці південної траншеї майже повністю відсутні палеонтологічні залишки. Серед знахідок — фрагменти кісток, які майже не відрізняються за ступенем їх збереженості. В наш час в значній мірі вони досить мінералізовані. В 2008 році на цій ділянці був знайдений фрагмент кістки, який містив слід від удару гострим предметом.
Знайдені кістки в значній мірі фрагментовані, що може свідчити про взаємозв'язок з діяльністю людини. За своїм ступенем фрагментованості серія кісток має подібність до об'єктів, знайдених на інших палеолітичних стоянках. В результаті досліджень були виявленні багаточисленні ознаки антропних модифікацій для залишків оленевих. У фауні, виявленій у 2011 році, було визначено 189 фрагментів кісток тварин цієї групи, з них 8 особин оленя звичайного (лат. Cervus elaphus), 4 особини Dama clactoniana, 2 особини Capreolus
sussenbornensis. Особливості, виявлені під час дослідження серії кісток Меджибожа 1, можуть пояснюватись дією декількох факторів, але найбільше вплинув антропогенний фактор.
Розміри знайдених фрагментів від 2 до 17 сантиметрів, але розміри переважної частини знахідок 2-3 сантиметри. Серед кам'яних артефактів, знайдених на території Меджибіж 1, можна виділити чопінг — знаряддя з робочим краєм, оббитим с обох боків, об'єкт, який формально нагадує овальний біфас — ручне рубило, проте скоріше за все також являє собою чопінг, три відщепи з подібного світло-сірого граніту, крайовий скіл на шарувато-кремнистій породі. Артефактами також вважають ряд предметів, виготовлених із світло-сірого граніту. З часом було з'ясовано, що кам'яні артефакти з різних літологічних горизонтів мають різний ступінь збереження. Знахідки із верхньої частини відкладень краще збереглись, вони не покриті марганцевими і залозистими оксидами.
Було виявлено 2 типи виробів з кременя, які між собою можуть розрізнятись за ступенем збереженості. Можна виділити більш молодий «основний» комплекс знахідок і більш древній комплекс. Матеріалом для створення виробів основного комплексу використовувався дрібнозернистий, коричневий з зеленуватим відтінком різновид кременю, ймовірніше за все, місцевий. Всього на території Меджибіж 1 знайдено до 40 предметів «основного» комплексу, для виготовлення яких використовувався кремінь. Меджибіж 1 вважається основним місцезнаходженням і стоянкою людини, включає форми великих та малих ссавців, артефакти пізнього ашелю. Ряд зайцеподібних представлений незначною кількістю решток двох видів Ochotona sp. І Lepus cf. europaeus Pallas.
Дослідження місцезнаходження активізувались в другій половині XX століття. В. К. Пясецький знайшов на ділянці Меджибіж 1 палеолітичні артефакти і відкрив сліди перебування давньої людини епохи середнього плейстоцену — Ліхвін (Гольдштейн).

### Меджибіж 2
Місцезнаходження Меджибіж 2 було відкрито В. Д. Ласкарьовим і воно вважається більш давнім, ніж Меджибіж 1. Меджибіж 2 — невеликий глиняний кар'єр, в якому В. Д. Ласкарьов виявив фауністичні рештки в 1914 році.
Меджибіж 2 у літературі також називають «Розкоп Ласкарьова», Це місцезнаходження представлене серією алювіальних відкладів, в них визначено 2 види комахоїдних і 8 видів гризунів. Проведенні дослідження вказують на те, що тут переважали види гризунів, які живуть у помірному і прохолодному кліматі. Вважається, що середньорічна місячна температура не була більшою за 4,5 градусів. 16,7 градусів — це була максимальна температура найтеплішого місяця, а у найхолодніший місяць не була нижче за 7,2. Загальна сума річних опадів не перевищувала 884 мм, а тривалість зими становила 2,7 місяці.
На початку 1960-х років А. І. Шевченко були зібрані матеріали, згідно яких стали відомі рештки таких таксонів, як Gliridae, Dipodidae, Desmana та Micromys. На думку Л. І. Рековця, викладену у статті «Дрібні ссавці місцезнаходження Меджибіж з плейстоцену України», вони були виявлені саме на місцезнаходженні Меджибіж 2.
На ділянці Меджибіж 2 (а також Меджибіж 1), родина Talpidae Рід Talpa представлена цілими humerus, і у деяких випадках окремими зубами. На місцезнаходженнях Меджибіж 1 та Меджибіж 2 дослідники виявили 11 фрагментів нижніх щелеп з зубами представників роду Sorex. Ширина m1 становить 0,9 мм, а довжина в середньому 1,5.

### Меджибіж 3
Місцезнаходження Меджибіж 3 — це алювій в основі викопних ґрунтів та потужної товщі лесів.
На ділянці Меджибіж 3 дослідники виявили рештки чотирьох видів гризунів. Вони характеризують VI і VII кліматичні зони. Дослідники вважають, що акумуляція алювіальних відкладів за середньомісячних річних температур на рівні +6,7 градусів. Мінімальна температура найбільш холодного місяця становила -6,2, а максимальна температура найтеплішого +19,6. Зима не тривала довше 2,6 місяців. Сума річних опадів була на рівні 577 мм.

### Меджибіж А
Меджибіж А віддалений від Меджибіж 1 на відстань близько 500 метрів по прямій у сторону Меджибожа. Меджибіж А також розташований по лівому березі річки, і був виявлений в 2011 році. Перші артефакти на цьому місці були знайдені у плейстоценових відкладах, які залягали всього на кілька десятків сантиметрів вище за сучасний рівень води. У нижній частині колонки виявили шар світло-жовтого з зеленуватими відтінками алювіального піску, з одиничними фрагментами кісток. Над ним був прошарок дрібнозернистого білого піску з уламками граніту. Вище розташований алювіальний горизонт з великою кількістю уламків граніту, оолітового вапняку, кварцу, фрагментами пісковику. Одиничні артефакти були виявлені в 2011 році у верхньому горизонті уламкового аллювія. В нижній частині профілю Меджибожа А розрізняється не менше 6 окремих горизонтів залягання артефактів, які відділяються один від одного піщано-гравійними шарами без знахідок.
Більша частина кремнієвих знахідок являє собою плоскі овальні гальки морського типу збереження. Близько 60 % цих гальок має серійні або одиночні ушкодження поверхні. Певна частина цих ушкоджень має виразний антропний характер, демонструє ознаки навмисного розщеплення сировини. Інша частина ушкоджень не має безперечних ознак обробки людиною. Враховуючи геологічний контекст, не має причин вважати, що ці пошкодження з'явились через природні фактори.
В горизонті було знайдено до 70 екземплярів уламків кварцу з гострими кутами, розміри яких складають від 5 до 50 міліметрів. Інколи ці уламки утворювали невеличкі скупчення. Кремнієві та кварцеві знахідки були виявлені на одному рівні і одному археологічному горизонті. Нижчі археологічні шари в 2013 році не були досліджені.
Місцезнаходження А тільки починають досліджувати. Число виявлених горизонтів з археологічним матеріалом може коригуватись і далі.
Розкоп «А» поки що не охарактеризований фауністично.